# Kulvakkojärvi (sjö, lat 68,62, long 26,73)
Kulvakkojärvi är en sjö i Finland. Den ligger i kommunen Enare i landskapet Lappland, i den norra delen av landet, 900 km norr om huvudstaden Helsingfors. Kulvakkojärvi ligger 354 meter över havet. Arean är 84,2 hektar och strandlinjen är 4,12 kilometer lång. Sjön  ingår i Pasvik älvs huvudavrinningsområde.   Omgivningarna runt Kulvakkojärvi är i huvudsak ett öppet busklandskap. Den sträcker sig 1,4 kilometer i nord-sydlig riktning, och 1,2 kilometer i öst-västlig riktning.